# Летище Търговище
Летище „Търговище“ е регионално гражданско летище в България, просъществувало в периода от 1969 до 1999 г. То е разположено в землището на село Буховци, на около 13 километра североизточно от град Търговище.
От началото на 1998 г. е закрито за полети, а от 10 ноември 1999 г. е изцяло закрито със заповед на министъра на транспорта.
До 1989 година от летище Търговище са осъществявани редовни полети за София със самолети Ан-24, Ил-18, Ту-134, Ту-154 и Як-40.
Пистата е дълга 2600 метра. Едновременно на стоянката могат да бъдат приети 4 – 6 самолета.

## Оценка
През 1996 година активите и пасивите на „Летище Търговище“ са включени в баланса на „Летище Пловдив“. Според оценката, само земята, която е 820 000 м2, струва 4 000 000 лв..

## Събития
- През месец август 2009 година летището е продадено за 480 000 лв. на фирмата „Летище Търговище 2009“, собственост на 20-годишния Иво Красимиров Петров. Компанията се оказва единствена, чиято оферта е допусната до участие в търга на 20 август, обявен от „Летище Пловдив“[5].
- През месец октомври 2009 година сделката за продажба на летището е оспорена от транспортния министър Александър Цветков, който смята, че сумата е занижена трикратно, спрямо новата оценка[6]. Сделката е дадена на прокуратурата и прекратена[7]. Според споразуменията, „Летище Пловдив“ смята заличаването на сделката от страна на правителството за незаконна[8].